# Reprezentacja Bułgarii U-21 w piłce nożnej mężczyzn
Reprezentacja U-21 Bułgarii w piłce nożnej, podobnie jak reprezentacja seniorów, jest podległa Bułgarskiemu Związkowi Piłki Nożnej.
Młodym Bułgarom tylko dwukrotnie udało się wygrać grupę kwalifikacyjną do młodzieżowych mistrzostw Europy. W 1978 roku po zwycięstwie nad Belgami i Francuzami, dotarli do półfinału, w którym w dwumeczu (2:1 i 1:3) ulegli Niemcom z RFN. Dwanaście lat później przegrali już w ćwierćfinale z Jugosławią, o której obliczu decydowali wówczas m.in. Davor Šuker, Zvonimir Boban i Robert Jarni, późniejsi zdobywcy brązowego medalu na Mundialu 1998.
Reprezentanci Bułgarii do lat 23 czterokrotnie (trzy razy w 1967 i raz w 1968 roku) zdobywali mistrzostwo Europy w swojej kategorii wiekowej. Wówczas o zwycięstwie decydowało tylko jedno spotkanie, podobnie jak w meczu bokserskim grali ze sobą obrońca trofeum i pretendent do tytułu.
W młodzieżowej drużynie narodowej swoje pierwsze kroki stawiało większość piłkarzy, którzy później występowali w dorosłej reprezentacji. Grę w zespole U-21 ma za sobą m.in. wielu zawodników z pokolenia urodzonego na początku lat 60., które na Mundialu 1994 doszło do półfinału.
Od 2008 roku selekcjonerem reprezentacji U-21 po raz drugi w karierze jest Iwan Kolew, który zastąpił na tym stanowisku Aleksandyra Stankowa.

## Udział w mistrzostwach Europy U-21
- 1978 – Półfinał
- 1980 – Nie zakwalifikowała się
- 1982 – Nie zakwalifikowała się
- 1984 – Nie zakwalifikowała się
- 1986 – Nie zakwalifikowała się
- 1988 – Nie zakwalifikowała się
- 1990 – Ćwierćfinał
- 1992 – Nie zakwalifikowała się
- 1994 – Nie zakwalifikowała się
- 1996 – Nie zakwalifikowała się
- 1998 – Nie zakwalifikowała się
- 2000 – Nie zakwalifikowała się
- 2002 – Nie zakwalifikowała się
- 2004 – Nie zakwalifikowała się
- 2006 – Nie zakwalifikowała się
- 2007 – Nie zakwalifikowała się
- 2009 – Nie zakwalifikowała się
- 2011 – Nie zakwalifikowała się
- 2013 – Nie zakwalifikowała się
- 2015 – Nie zakwalifikowała się
- 2017 – Nie zakwalifikowała się
- 2019 – Nie zakwalifikowała się

## Mistrzostwa Europy U-21 2007

### Grupa eliminacyjna
Młodzi Bułgarzy, pierwszy raz od 1990 roku, wygrali grupę eliminacyjną do mistrzostw Europy. W dwóch meczach podopieczni Aleksandyra Stankowa pokonali swoich rówieśników z Chorwacji i Ukrainy.
- 16.08.2006, Kijów: UKRAINA 3:0 (Atanasow '43, Bożinow '57 i '64k.) – el.MME
Michajłow – Milanow, Nikołow, Zanew, Christow – Jankow, Palankow (90, Karamatew), Manolew, Atanasow (89, Popow) – Bożinow (81, Genkow), Domowczijski.

- 03.09.2006, Sofia: CHORWACJA 2:1 (Bożinow '53, Popow '81 – Brkljača '58k.) – el.MME
Michajłow – Milanow, Nikołow, Zanew, Christow – Jankow, Zalatinski (76, Karamatew), Manolew (69, Popow), Atanasow – Bożinow, Domowczijski (11, Genkow).

| Poz. | Reprezentacja | M | Pkt. | Mecze | Mecze | Mecze | Bramki | Bramki |
| Poz. | Reprezentacja | M | Pkt. | zw.   | rem.  | por.  | zdob.  | str.   |
| ---- | ------------- | - | ---- | ----- | ----- | ----- | ------ | ------ |
| 1    | Bułgaria      | 2 | 6    | 2     | 0     | 0     | 5      | 1      |
| 2    | Ukraina       | 2 | 3    | 1     | 0     | 1     | 2      | 4      |
| 3    | Chorwacja     | 2 | 0    | 0     | 0     | 2     | 2      | 4      |

### Baraże
Zwycięzcy czternastu grup eliminacyjnych zagrali między sobą w dwumeczu barażowym. Siedem zespołów, które przeszło fazę barażów, wystąpi, obok gospodarza i obrońcy trofeum Holandii, w finałach młodzieżowych mistrzostw Europy, rozgrywanych od 10 do 17 czerwca 2007 roku.
Rywalem Bułgarii w barażach była Belgia.
- 07.10.2006, Roeselare: BELGIA 1:1 (Legear '74 – Genkow '89k.) – baraże MME
Michajłow – Milanow, Nikołow, Zanew, Christow – Iwanow, Palankow (71, Zalatinski; 82, Karamatew), Manolew (88, Chazurow), Atanasow – Popow, Genkow.

- 11.10.2006, Sofia: BELGIA 1:4 (Genkow '56 – De Smet '19 i '78, Martens '36k., Legear '87) – baraże MME
Michajłow – Skerlew (84, Karamatew), Nikołow, Zanew, Christow – Iwanow, Palankow, Manolew (40, Chazurow), Atanasow – Popow, Genkow.
W '63 minucie Nikołow otrzymał czerwoną kartkę, a siedem minut później z boiska wyrzucony został Iwanow.